# Richard Vallner
Axel Richard Patrik Vallner, född 8 december 1875 i Valla i Källstads socken, Östergötland, död 1957 i Stockholm, var en svensk författare.
Richard Vallners far, lantbrukaren Carl Johan Peterson, hamnade i ekonomiskt trångmål och tvingades att sälja hemgården i Östergötland och flyttade till Stockholm med sin familj. Med tiden antog Richard och hans bröder efternamnet Vallner efter gårdsnamnet Valla. Mellan 1902 och 1907 arbetade Richard Vallner på Postverket. Från 1907 var han anställd vid Stockholms Stads Brandstodsbolag för Lösegendom, senare Länsförsäkringar, från 1924 som kamrer. Han var samtida med och umgicks en tid med Bo Bergman.
Richard Vallner debuterade 1905 med novellsamlingen Spegeln, utgiven på förlaget Ljus. Hjalmar Söderberg recenserade boken i Vers och varia. Totalt gav Vallner ut fyra novellsamlingar, två romaner och en diktsamling. Många av hans berättelser har unga tjänstemän som huvudpersoner och utspelar sig i byråkratiska miljöer, vilket har fått honom att liknas vid Franz Kafka.
Han var gift från 1914 med Ester Vallner, född Lundegårdh. År 1916 föddes deras enda barn, dottern Karin Thelander.

### Romaner
- 1909 - Det nya systemet
- 1913 - Stéen & C:o

### Novellsamlingar
- 1905 - Spegeln
- 1910 - Hjärterspelet och andra noveller
- 1911 - Apan och andra noveller
- 1916 - Svanungen: noveller

### Dikter
- 1925 - Dikter